# Rudolf Ernst Penning
Rudolf Ernst (Ru) Penning (Buitenzorg, 14 maart 1910, Den Haag, 15 november 1972) was een Nederlands schilder, tekenaar en aquarellist. Penning kwam in 1916 met zijn ouders naar Nederland en woonde tot 1932 in Den Haag. In dat jaar trouwde hij met Helena Alida Maria Bruin (1908-1996). Hierna vertrok hij naar Parijs, om in 1939 terug te keren naar Den Haag. In 1946 scheidde hij van zijn eerste echtgenote, waarna hij hertrouwde met Elisabeth Thérèse Hulshoff (1923-2005). Penning werkte als kunstcriticus voor de Haagsche Courant en als docent aan de Koninklijke Academie van Beeldende Kunsten in Den Haag.
- Biografisch Portaal: 18568828
- Nederlandse Thesaurus van Auteursnamen: 073075736
- RKD-Nederlands Instituut voor Kunstgeschiedenis: 62557
- Virtual International Authority File: 290426211
- WorldCat: E39PBJtxd8jgdYfdBb8kjF48YP